# Jerzy Mruk
Jerzy Mruk (ur. 17 lutego 1938, zm. 29 października 2023) – polski hokeista i trener.
Zawodnik grający na pozycji bramkarza. Wychowanek KTH Krynica (1953–1956), następnie gracz Cracovii (1956–1964) oraz Łódzkiego Klubu Sportowego (1964–1970). Reprezentant kadry młodzieżowej oraz kadry „B”.
Po zakończeniu kariery sportowej był trenerem m.in. ostatniego klubu, w którym grał ŁKS Łódź, Unii Oświęcim, GKS Katowice, Zagłębia Sosnowiec oraz wieloletnim asystentem (kilku selekcjonerów) i trenerem bramkarzy reprezentacji Polski. Ponadto piastował funkcje wiceprzewodniczącego zarządu PZHL ds. szkolenia oraz przewodniczącego rady trenerów.
Był inicjatorem wprowadzenia rozgrywek „play-off” w polskiej lidze.

## Odznaczenia i wyróżnienia
- Krzyż Kawalerski Orderu Odrodzenia Polski (2000)[2]
- Odznaka „Złoty herb Krynicy” (2004)[3]